# 善庆 (嘉庆辛未翻译进士)
善慶（1777年—？年）（穆麟德轉寫：šanking），內務府正黄旗滿洲佐領人，由蒙古語繙譯進士，以額外主事用，籖分吏部行走，補驗封司主事，洊升考功司員外郎，掌考功司印，道光八年京察一等，十一年京察一等，記名以道府用，十二年七月簡放江蘇蘇州府遺缺知府，十一月奏補徐州府知府，十三年六月調補江寧府知府，厯署鹽巡道二次，蘇松太道一次，因失察家人欠債案内開缺，部議降調，准其抵銷，業已開缺，無任可回，赴部投供候補，二十年十一月選授浙江台州府知府。